# Pierre Gaschy
Marie Pierre François Auguste Gaschy CSSp (* 26. Juni 1941 in Colmar, Frankreich) ist ein französischer Ordensgeistlicher und emeritierter Apostolischer Vikar von Saint-Pierre und Miquelon.

## Leben
Gaschy legte am 14. Dezember 1968 die Ordensprofess im Orden der Spiritaner ab und empfing am 6. Juli 1969 die Priesterweihe.
Am 19. Juni 2009 ernannte ihn Papst Benedikt XVI. zum Titularbischof von Usinaza und zum Apostolischen Vikar von Saint-Pierre und Miquelon. Die Bischofsweihe spendete ihm der Bischof von Metz, Pierre Raffin OP am 11. Oktober desselben Jahres; Mitkonsekratoren waren der Erzbischof von Straßburg, Jean-Pierre Grallet OFM, und sein Amtsvorgänger als Apostolischer Vikar, Bischof Lucien Prosper Ernest Fischer CSSp.
Papst Franziskus nahm am 1. März 2018 seinen altersbedingten Rücktritt an und gliederte gleichzeitig das bisherige Apostolische Vikariat in das Bistum La Rochelle ein.